# Grand prix SGDL du livre Jeunesse
Le grand prix SGDL du livre Jeunesse est un prix littéraire créé par la Société des gens de lettres en 1982 afin de récompenser un auteur pour la publication d'un livre jeunesse, et qui lui est remis lors de la session de printemps de la société.
Il était doté de 3000 € et attribué une année sur deux, en alternance avec le Prix Paul Féval de littérature populaire. En 2017, il est remplacé par le Grand Prix SGDL du roman Jeunesse,,.

## Liste des lauréats

### Après 2000
| 2019 | Laura Jaffé                    | Journal d'une fille chien, La cille brûle                            |
| 2018 | Eric Pessan                    | Dans la forêt de Hokkaïdo, L'École des Loisirs                       |
| 2017 | Xavier-Laurent Petit           | Le fils de l'Ursari, L'École des Loisirs                             |
|      | Grand Prix du livre Jeunesse   |                                                                      |
| 2015 | Anne-Laure Bondoux             | Tant que nous sommes vivants, Gallimard                              |
| 2014 | Loïc Le Pallec                 | No Man's Land, Sarbacane                                             |
| 2012 | Nicolas Gerrier Gaëlle Charlot | Départs d'enfants, L'Atelier du poisson soluble                      |
| 2011 | Yveline Feray Anne Romby       | L'Oiseau magique, Picquier Jeunesse                                  |
| 2010 | Claire Ubac                    | Le Chemin de Sarasvati, L'École des Loisirs                          |
| 2009 | Carl Norac Kitty Crowther      | Petits poèmes pour passer le temps, Didier Jeunesse                  |
| 2008 | Carole Zalberg                 | Le jour où Lania est partie, Nathan -Poche Journal d'une fille chien |
| 2007 | Jean Dufaux Philippe Delaby    | Muréna, la déesse noire - Vol 5, Dargaud                             |
| 2006 | Emmanuelle Houdart             | Les Voyages merveilleux de lilou la fée, Actes Sud Junior            |
| 2005 | Thierry Dedieu                 | Jeanne, Le Seuil Jeunesse                                            |
| 2004 | Alice de Poncheville           | Je suis l'arbre qui cache la forêt, L'École des Loisrs               |
| 2003 | Gilles Bachelet                | Le Singe à Buffon, Le Seuil Jeunesse                                 |
| 2002 | Virginie Lou Joseph Perigot    | Les Pacom, Fayard                                                    |
| 2001 | Eric Battut                    | Rouge Matou, Milan et Bataille, Autrement                            |
| 2000 | Claude Ponti                   | Sur l'Ile des Zertes, L'École des Loisirs                            |

### Avant 2000
| 1999 | Gudule                              | J'irai dormir au fonds du puits, Grasset                       |
| 1998 | Claude Clément Jame's Prunier       | Longtemps, Casterman - Duculot                                 |
| 1997 | Philippe Corentin                   | Mademoiselle sauve-qui-peut, L'École des Loisirs               |
| 1996 | Marie Brantôme                      | Avec tout ce qu'on fait pour toi, Le Seuil                     |
| 1995 | Agnès Rosenstiehl                   | Les Adversbes, Larousse                                        |
| 1994 | Catherine Chaine                    | Le voyage sans retour des enfants d'Izieu, Gallimard Jeunesse  |
| 1993 | Gérard Pussey                       | Piquanchâgne, L'École des Loisirs                              |
| 1992 | François Place                      | Les Derniers Géants, Casterman                                 |
| 1991 | Claude Bourgeyx                     | Le fil à retordre, Poche-Nathan                                |
| 1990 | Jean-Pierre Noziere Antoine Sebbagh | Un été algérien, Gallimard Les Années de Gaulle, Nathan        |
| 1989 | Marie-Joséphine Grosjean            | La Chute vers le Zénith, Gallimard                             |
| 1988 | Giorda                              | Les naufragés du Bounty, Milan                                 |
| 1987 | José Feron                          | La Teryel et le cheval rouge, Hatier                           |
| 1986 | Bruno de la Salle                   | Collection contes de toujours racontés par l'auteur, Casterman |
| 1985 | Pierre Déon                         | Un rapace, Coll. regarder et Comprendre, Jupilles              |
| 1984 | Pierre Ferran Frédéric Clément      | Bestiaire fabuleux, Magnard                                    |
| 1983 | Jacques Cassabois                   | L'été où mon père a grandi, Messidor/La Farandole              |
| 1982 | Cendra Vernaz                       | Histoires comme chat, Hachette                                 |